# Броде (Шкофя Лока)
Броде (словен. Brode) — поселення в общині Шкофя Лока, Горенський регіон, Словенія. Висота над рівнем моря: 367,2 м.